# Emmanuel de Richoufftz
Pour les autres membres de la famille, voir Famille de Richoufftz de Manin.
Emmanuel de Richoufftz est un général, essayiste et militant politique français, né le 13 avril 1948 à Biarritz.

## Biographie

### Origines familiales
Né le 13 avril 1948 à Biarritz (ou Brignoles) d'un père capitaine de frégate, Emmanuel de Richoufftz de Manin épouse Marie-Christine Jauze le 22 mars 1974. De cette union naissent sept enfants.
Il est issu de la famille de Richoufftz de Manin, famille subsistante de la noblesse française (originaire d'Allemagne).
Il compte trois ancêtres ayant occupé des fonctions au conseil général du Pas-de-Calais au XIXe siècle, ; c'est aussi l'oncle de l'humoriste Isabelle de Richoufftz de Manin (née en 1961).

### Formation
Emmanuel de Richoufftz de Manin est diplômé de l'École spéciale militaire de Saint-Cyr, promotion Général de Gaulle (1970-1972).

### Carrière militaire
À sa sortie de l'école d'application de l'infanterie, il est affecté en qualité de chef de section au 2e REP, avec lequel il participe à l'opération Bonite sur Kolwezi en 1978.
Il assure ensuite des fonctions d'aide de camp du Premier Ministre Pierre Mauroy de 1981 à 1984, et se trouve à l'état-major des armées au moment de la guerre du Golfe.
En 1987, il publie Décembre 1997, les Russes arrivent, un « roman de stratégie-fiction » où il dénonce la vétusté du système de défense français, et dont Le Monde affirme qu'il « agac[e] sa hiérarchie ». Dans Encore une guerre de retard (1992), il persiste et signe en promouvant un professionnalisme accru d'une armée « coup de poing ».
De 1992 à 1994, il commande le 2e régiment étranger d'infanterie (2e REI). Avec son unité, projetée à Sarajevo, il dirige les opérations de maintien de la paix en ex-Yougoslavie. À partir de 1997, il est chef du bureau « Opérations » de la Force d'action rapide, dans le cadre de la mission dirigée par l'OTAN au sein de l'IFOR, en Bosnie-Herzégovine.
Il passe ensuite plusieurs années au centre des hautes études militaires (CHEM) puis à l'Institut des hautes études de défense nationale (IHEDN). Il sert enfin à la direction des affaires stratégiques du ministère de la Défense.
En 2003, il est, à l'issue de son commandement de la 3e Brigade mécanisée, général adjoint de l'opération Licorne en Côte d'Ivoire.
De 2003 à 2006, général de division, il est nommé gouverneur adjoint de la région Île-de-France.

#### «Général des banlieues»
Il lance l'opération « 105 permis pour 2005 », qui permet à des jeunes issus de milieux défavorisés et éloignés de l'emploi de passer le permis de conduire, ce qui lui vaut le surnom de « Général des banlieues ». Il visite les habitants desdits quartiers en uniforme, aux fins de « les intégrer socialement en leur trouvant un emploi ». Laurent Zecchini relève que l'initiative « ne fait pas l'unanimité au sein de l'état-major ».

### Carrière en entreprise
En 2006, Emmanuel de Richoufftz quitte l'armée et intègre GDF-Suez, mission que le journaliste Philippe Leymarie qualifie de « pantoufle ».
Il continue par ailleurs de s'intéresser à différentes actions tournées vers les banlieues françaises. Il donne de nombreuses conférences au sein de groupes de réflexion ou dans le domaine universitaire.
En 2008, il demeure le « seul haut gradé à avoir un blog en France ».

### Engagement politique
Il est candidat à l'élection municipale de 2014 au Grau-du-Roi sur la liste conduite par Bernard Luciani.
Installé dans la commune en 2019, il manifeste publiquement son opposition au TER à 1 euro (surnommé le « train des racailles »), puis prend l'année suivante la tête d'une liste soutenue par le Rassemblement national, avant de retirer sa candidature pour « raisons personnelles » et au profit d'Yvette Flaugère, puis d'apporter son soutien à la liste emmenée par Daniel Fabre (Debout la France), où il figure en 3e position. Ayant obtenu 3,15% des suffrages au premier tour, cette liste n'est pas en mesure d'accéder au second tour.

## Publications
Emmanuel de Richoufftz a publié plusieurs ouvrages :
- Décembre 1997, les Russes arrivent - Un officier d'active raconte, Albin Michel, 1987,  (ISBN 2-226-03196-0)
- Encore une guerre de retard - Un officier d'active ose parler, Albin Michel, 1992,  (ISBN 2-226-05717-X)
- Pour qui meurt-on ?, Addim, 1998,  (ISBN 2-907-34187-1)
- Avant qu'il ne soit trop tard, Michel Lafon, 2022,  (ISBN 2-749-94915-7)

## Décorations
- Officier de l'ordre national du Mérite (1996)[21]
- Officier de la Légion d'honneur Officier de la Légion d'honneur (2002)[22]